# Michael Fernau

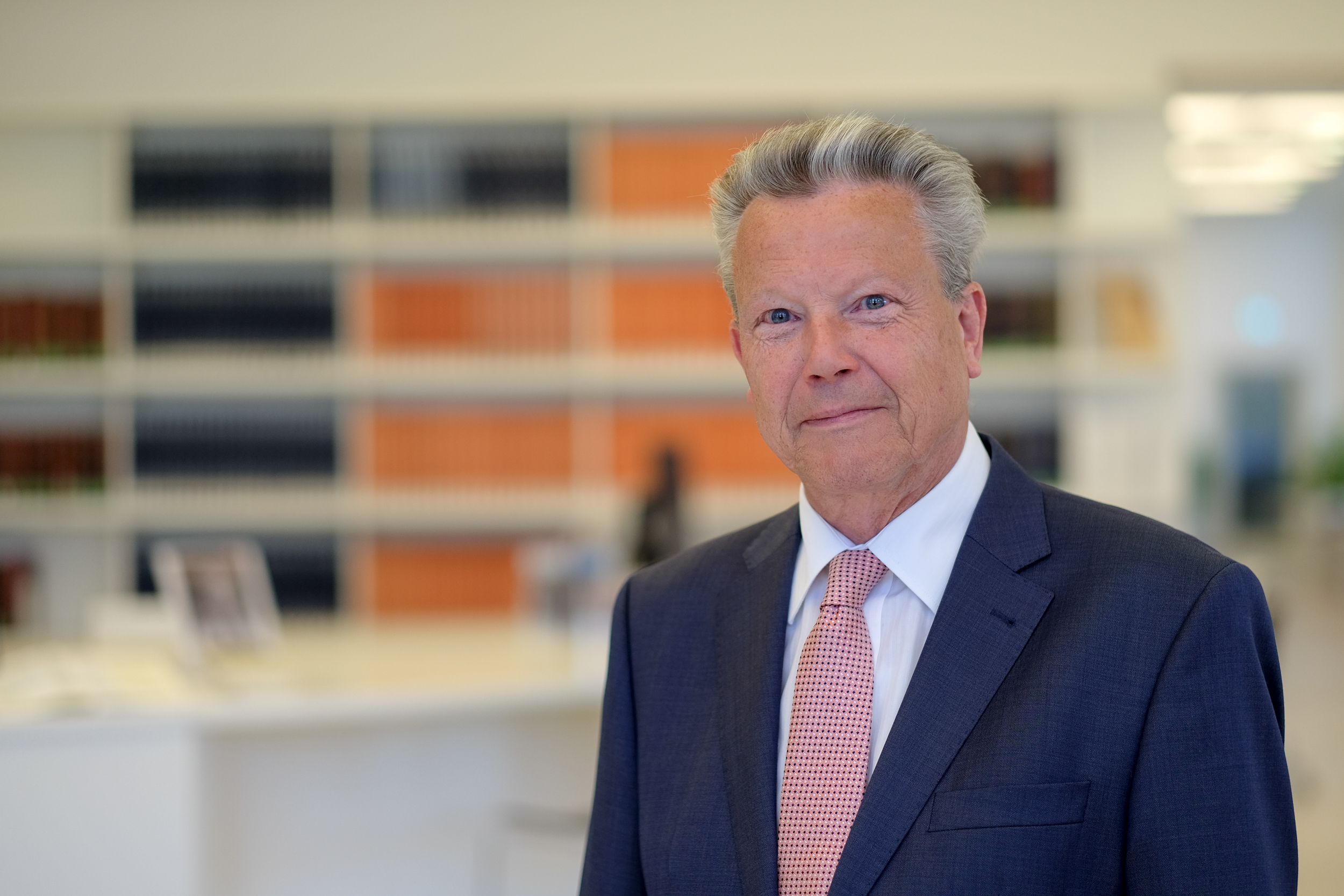
Michael Fernau im Lesesaal der Deutschen Nationalbibliothek in Leipzig

Michael Fernau (* 19. Juli 1955 in Frankfurt am Main) ist ein deutscher Jurist und Bibliothekar. Fernau war von 2008 bis 2023 Direktor der Deutschen Bücherei in Leipzig.

## Leben
Michael Fernau wurde 1955 in Frankfurt am Main als zweites Kind einer Kaufmannsfamilie geboren und wuchs in Internaten des Frankfurter Umlands auf. Nach dem Abitur in Usingen im Taunus studierte er Rechts- und Politikwissenschaften in Gießen und in Frankfurt, danach belegte er postgradual Verwaltungs- und Finanzwissenschaften in Speyer und in Siegburg.
Seit 1988 war Fernau als Referent bei der Oberfinanzdirektion Frankfurt am Main und als Behördenleiter in Hessen tätig, bevor er 2001 Zentralabteilungsleiter der Deutschen Bibliothek in Frankfurt wurde. 2008 ernannte ihn der Bundespräsident zum Direktor der Deutschen Bücherei in Leipzig und ständigem Vertreter der Generaldirektorin der Deutschen Nationalbibliothek. In dieser Funktion war er auch Leiter des Deutschen Musikarchivs. Am 31. Juli 2023 ging Michael Fernau in den Ruhestand. Nachfolger wurde zum 1. August 2023 Johannes Neuer.
In der öffentlichen Debatte um die Bevorzugung digitaler Parallelausgaben bei der Nutzung in der Deutschen Nationalbibliothek vertrat Fernau die Position, dass Online-Ausgaben wie E-Books und PDF-Fassungen dem gedruckten Buch überlegen seien und sich das Leseverhalten entsprechend anpassen werde. Als Beispiel verwies er auf die Nutzungsvorteile digitalisierter Telefonbücher gegenüber gedruckten Telefonbüchern. Die Deutsche Nationalbibliothek ist jedoch aufgrund von Protesten von Nutzerinnen und Nutzern wieder teilweise zur alten Praxis zurückgekehrt, nach der Online-Versionen und gedruckte Bücher gleich behandelt werden sollen.

## Schriften
- Gesetz über Die Deutsche Bibliothek, Dialog mit Bibliotheken 1/2004, S. 14–22
- Deutsches Musikarchiv in Leipzig, Forum Musikbibliothek 2/2011, S. 101–104
- Ein neues Haus für Magazine, Museum und Musik. B.I.T.online 14 (2011), Nr.3: S. 296-301
- Wettbewerb um Schönheit, Kosten und Funktion; Zeitschrift für Bibliothekswesen und Bibliographie, Jahrg. 60 (2013), Nr. 3–4: S. 149–156, doi:10.3196/18642950131253467
- Die Gründung der Deutschen Bücherei und das Jahr 1913 (Co-Autor: Lothar Poethe), Philippe Alexandre, Reiner Marcowitz, L‘ Allemagne en 1913: culture mémorielle et culture d‘ avant-guerre, Deutschland im Jahr 1913: Erinnerungs- und Vorkriegskultur, Nancy – Editions Universitaires de Lorraine, 2013, S. 289–312.
- Wissensquelle und Erlebnisort Deutsche Nationalbibliothek (Co-Autorin: Tina Bode), Bibliotheksdienst 2022, Heft 10-11, S. 626-637.